# Pilar Idoate
María Pilar Idoate Vidaurre (Marcaláin, Navarra, 20 de febrero de 1955) es una cocinera y empresaria española.

## Biografía
Nació en Marcaláin (Navarra) y es la hija mayor de Aniceta Vidaurre y Francisco Idoate. Su padre adquirió en 1971 el Hostal Europa de Pamplona con la intención de que lo llevaran sus hijos a medida que crecieran. A los dieciséis años se incorporó a la cocina, donde aprendió de manera autodidacta a trabajar el producto autóctono y el recetario tradicional y popular navarro a partir de libros y visitas a restaurantes y congresos. En 1977, tomó las riendas del negocio junto con sus hermanos, desempeñando desde entonces el cargo de chef.
En 1992 el restaurante Europa fue incluido en la Guía Michelin 1993 al recibir una estrella Michelin, la cual mantienen desde entonces.
Pilar Idoate fue fundadora del Grupo Idoate junto con sus hermanos Juan Mª, Mª Esther, Mª Carmen, Mª Eugenia y Luis Ignacio (Iñaki), y compuesto por el Hotel-Restaurante Europa, los restaurantes Alhambra y El Merca'o.
Su hermana Mª Eugenia Idoate, fallecida en 2013, fue galardonada en 2002 por la Real Academia de Gastronomía con el Premio a la Mejor Maître de Sala.
Pilar Idoate es la delegada en Navarra de Eurotoques, asociación internacional de cocineros europeos, y es embajadora en Navarra de la Federación de Cocineros y Reposteros de España (FACYRE).

## Premios y reconocimientos
- Estrella Michelin desde 1992 en el restaurante Europa.[1]
- Un sol Repsol en el restaurante Europa.[7]
- Premio Nacional de Hostelería FEHR en 2013.[8]
- Premio especial a nuestras cocineras de Más Gastronomía.[9]
- Presidenta del Jurado del I Campeonato de Pinchos y Tapas de Castilla y León.[10]

- Premio "Empresarios del año" otorgado por la Revista Negocios en Navarra en 2008.[11]
- Premio de Turismo otorgado por el Gobierno de Navarra en 2012.[12]